# Saint-Jean-de-Luz

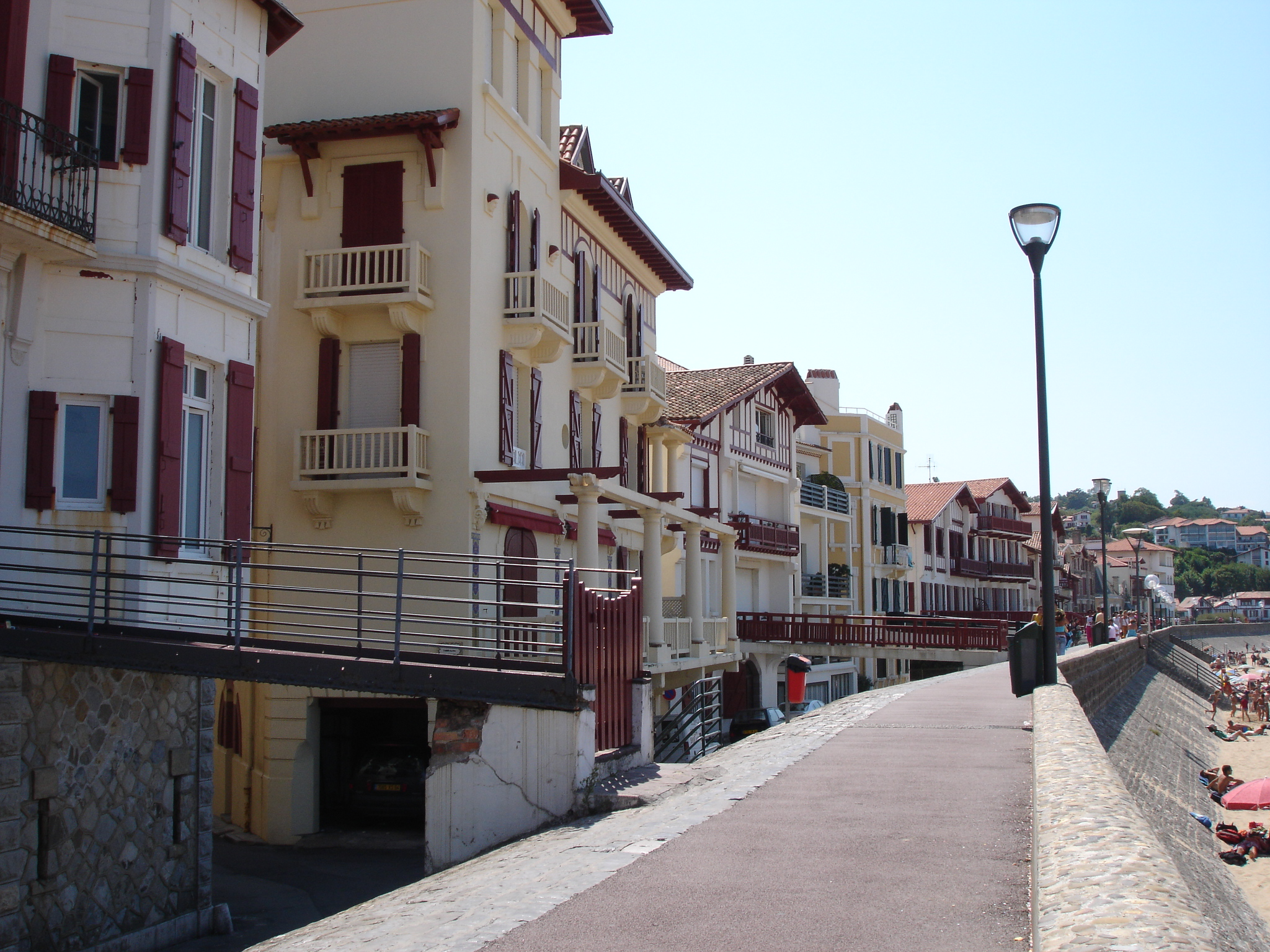
Saint-Jean-de-Luz

Saint-Jean-de-Luz − miejscowość i gmina we Francji, w regionie Nowa Akwitania, w departamencie Pireneje Atlantyckie.
Według danych na rok 2007 gminę zamieszkiwało 13 728 osób, a gęstość zaludnienia wynosiła 720 osób/km² (wśród 2290 gmin Akwitanii Saint-Jean-de-Luz plasuje się na 28. miejscu pod względem liczby ludności, natomiast pod względem powierzchni na miejscu 570.).
W Saint-Jean-de-Luz urodził się piłkarz Bixente Lizarazu.

## Ewakuacja jednostek wojsk polskich w czerwcu 1940 r.
Dwa statki, MS Batory i MS Sobieski zakotwiczyły na redzie w Saint-Jean-de-Luz w celu ewakuowania z Francji do Wielkiej Brytanii głównie jednostek wojskowych. Na pokładzie znaleźli się członkowie personelu dyplomatycznego oraz cywile, w tym także Francuzi, m.in. Maurice Schumann (na MS Batory).